# Костелец на Черними леси
Костелец на Черними леси (чеш. Kostelec nad Černými lesy) град је у Чешкој Републици. Град се налази у управној јединици Средњочешки крај, у оквиру којег припада округу Праг-исток.

## Становништво
Према подацима о броју становника из 2014. године град је имао 3.605 становника.